# Iosif Costea
Iosif Costea  (n. secolul XIX – d. secolul XX) a fost un deputat în Marea Adunare Națională de la Alba Iulia, organismul legislativ reprezentativ al „tuturor românilor din Transilvania, Banat și Țara Ungurească”, cel care a adoptat hotărârea privind Unirea Transilvaniei cu România, la 1 decembrie 1918 :p. 100 .

## Biografie
A fost învățător în Valea Drăganului, comuna Poieni :p. 100.

## Activitatea politică
Ca deputat în Adunarea Națională din 1 decembrie 1918 a fost delegat al Reuniunii femeilor române greco-catolice din Sebeșu Mare :p. 169.